# Bactericera striola
Bactericera striola är en insektsart som först beskrevs av Flor 1861.  Bactericera striola ingår i släktet Bactericera och familjen spetsbladloppor.
Artens utbredningsområde är Iran. Arten är reproducerande i Sverige. Inga underarter finns listade i Catalogue of Life.